# Anthurium jefense
Anthurium jefense är en kallaväxtart som beskrevs av Thomas Bernard Croat. Anthurium jefense ingår i släktet Anthurium och familjen kallaväxter. Inga underarter finns listade.